# Ricardo Vaz Tê
Ricardo Jorge Vaz Tê (Lissabon, 1 oktober 1986) is een Portugees voetballer die bij voorkeur als aanvaller speelt. Hij verruilde in 2017 Akhisar Belediyespor voor Henan Jianye.

## Biografie
Vaz Tê vertrok als jeugdspeler uit zijn vaderland naar Engeland om te gaan voetballen voor Bolton Wanderers, op dat moment actief in de Premier League. Dat verhuurde hem in 2007 voor een paar maanden aan Hull City. In juni 2010 tekende Vaz Tê een contract bij Panionios, maar ditwerd in december ontbonden. Begin 2011 trad hij transfervrij in dienst bij Hibernian. Na een half seizoen bij Barnsley in de Football League One, vertrok Vaz Tê in januari 2012 naar competitiegenoot West Ham United. Daarmee promoveerde hij aan het eind van datzelfde seizoen naar de Premier League. In januari 2015 ging hij in Turkije voor Akhisar Belediyespor spelen. Daar liep zijn contract in de zomer af en in november van dat jaar keerde hij terug in Engeland bij Charlton Athletic. In januari 2016 werd zijn contract ontbonden. Hij keerde terug naar Akhisar Belediyespor en ging medio 2017 naar het Chinese Henan Jianye. Na een seizoen bij Qingdao Huanghai keerde hij in 2020 terug in Portugal bij Portimonense.
Vaz Tê was Portugees jeugdinternational. Hij speelde onder meer negentien wedstrijden voor Portugal -21, waarvoor hij vier keer scoorde.